# Hrabstwo Clackamas
Hrabstwo Clackamas (ang. Clackamas County) – hrabstwo w stanie Oregon w Stanach Zjednoczonych. Obszar całkowity hrabstwa obejmuje powierzchnię 1879,01 mil² (4866,61 km²). Według szacunków United States Census Bureau w roku 2009 miało 386 143 mieszkańców. Na terenie hrabstwa znajduje się szczyt Mount Hood.
Hrabstwo powstało w 1843 roku. 
Miasta
- Barlow
- Canby
- Damascus
- Estacada
- Gladstone
- Happy Valley
- Johnson City
- Lake Oswego
- Milwaukie
- Molalla
- Oregon City
- Sandy
- West Linn
- Wilsonville

CDP
- Beavercreek
- Government Camp
- Jennings Lodge
- Mount Hood Village
- Mulino
- Oak Grove
- Oatfield
- Stafford